# China-Airlines-Flug 811 (1980)
China-Airlines-Flug 811 (1980) (Flugnummer IATA: CI811, ICAO: CAL811, Funkrufzeichen: DYNASTY 811) war ein internationaler Linienflug der China Airlines vom Flughafen Taipeh-Chiang Kai Shek zum Flughafen Manila. Am 27. Februar 1980 wurde der Flug mit einer Boeing 707-309C durchgeführt. Bei der Landung wurde die Maschine 50 Meter vor der Landebahnschwelle aufgesetzt, wodurch das Fahrwerk brach und die Maschine in Brand geriet. Von den 135 Personen an Bord kamen zwei Passagiere ums Leben.

## Flugzeug
Das betroffene Flugzeug war eine im Jahr 1969 auf dem Boeing Field, Washington gebaute Boeing 707-309C mit der Werknummer 20262 und der Modellseriennummer 830. Der Erstflug der Maschine erfolgte am 26. November 1969, am 11. Dezember 1969 wurde sie mit dem Luftfahrzeugkennzeichen B-1826 an China Airlines ausgeliefert. Das vierstrahlige Langstreckenflugzeug war mit vier Mantelstromtriebwerken des Typs Pratt & Whitney JT3D-3B ausgestattet.

## Besatzung und Passagiere
An Bord der Maschine befanden sich eine elfköpfige Besatzung sowie 124 Passagiere. Flugkapitän Wu Gong verfügte über 30 Jahre Flugerfahrung, während der Erste Offizier 15 Jahre Flugerfahrung vorweisen konnte.

## Unfallhergang
Die Maschine befand sich im Endanflug auf den Flughafen Manila, als die Piloten die Landung zu tief ausführten. Die Boeing setzte 50 Meter vor der Landebahnschwelle auf. Die Maschine machte eine Bruchlandung, bei der zwei Triebwerke abgeschert wurden und ein Feuer ausbrach.

## Ursache
Die Unfalluntersuchung ergab eine falsche Anflugkonfiguration an der Maschine, was dem Umstand geschuldet war, dass die Besatzung die Checklisten für den Anflug nicht abgearbeitet hatte. Aufgrund einer schlechten Koordination auf Seiten der Besatzung sei die Maschine unter den Gleitpfad gesunken.